# Adrián Galád
Adrián Galád (* 1970) ist ein slowakischer Astronom und Asteroidenentdecker.
Er hält Vorlesungen am Lehrstuhl für Mathematik und Physik der Comenius-Universität in Bratislava.
Im Zeitraum von 1995 bis 2004 entdeckte er insgesamt 78 Asteroiden, 72 davon zusammen mit seinen Kollegen. Am 20. Juni 2016 wurde der Asteroid (32008) Adriángalád nach ihm benannt.